# Reginald Aldworth Daly
Reginald Aldworth Daly (18. března 1871, Greater Napanee, Ontario, Kanada – 19. září 1957, Cambridge, Massachusetts, USA) byl kanadský geolog a v letech 1912 – 1942 profesor Harvardovy univerzity.
Prozkoumal horniny podél 49 rovnoběžky a své výsledky publikoval v roce 1914 v práci Igneous Rocks and Their Origin (Vulkanické horniny a jejich původ). V roce 1940 formuloval teorii vzniku Měsíce při střetu dvou protoplanet během raného období vývoje sluneční soustavy. Později byla tato teorie rozpracována a v současné době je pod názvem Teorie velkého impaktu všeobecně přijímána. Daly byl také jeden z prvních zastánců teorie kontinentálního driftu a impaktní teorie vzniku měsíčních kráterů.
V roce 1935 obdržel Penroseovu medaili a v roce 1942 Wollastonovu medaili Pojmenován byl po něm kráter na Měsíci a na Marsu.